# Exposition spécialisée de 1947
L'Exposition internationale de l'habitation et de l'urbanisme de 1947 est une exposition dite « spécialisée » reconnue par le Bureau international des expositions (BIE) qui s'est déroulée du 10 juillet au 15 août 1947 au Grand Palais à Paris, en France sur le thème de l'habitation et de l'urbanisme. Elle traitait notamment des grands thèmes tels que l'urbanisme, la construction et les équipements ménagers et présenta de nombreuses réalisations d'architectes de renom comme notamment Le Corbusier, Sven Ivar Lind et Louis-Herman De Koninck.
L'exposition a été choisie et reconnue par l'Assemblée générale du Bureau international des expositions du 11 juin 1946. 